# Thời báo VTV
Thời Báo VTV (VTV Times) là một tờ báo điện tử ở Việt Nam, và trực thuộc Đài Truyền hình Việt Nam. Tờ báo được cấp phép hoạt động từ tháng 12 năm 2023 nhằm thực hiện các yêu cầu, mục tiêu của Đảng và Chính phủ.

## Lịch sử hình thành
Báo điện tử Thời Báo VTV được Bộ Thông tin và Truyền thông cấp giấy phép hoạt động số 483/GP-BTTTT cấp ngày 29/12/2023. Ngày 01/01/2024 được sắp xếp, tổ chức lại Báo điện tử VTV News và Tạp chí Truyền hình thành Thời báo VTV.

## Lãnh đạo
- Tổng Biên tập: Vũ Thanh Thủy
- Phó Tổng Biên tập:
  1. Nguyễn Thị Mỹ Hạnh
  2. Phạm Quốc Thắng
  3. Nguyễn Trọng Ninh

## Các ấn phẩm

### Báo in
- Báo in Sóng VTV - VTV ONAIR được xuất bản vào tối thứ Ba hàng tuần với 4 nội dung chuyên biệt: VTV Life, VTV Share, VTV Move, VTV Business.

### Báo điện tử
- Báo điện tử VTV (VTV Online)